# Miklós Árpád
Miklós Árpád (Sajószentpéter, 1955. február 13. –) magyar pedagógus, matematika-fizika szakos középiskolai tanár, politikus, 1990 és 1994 között országgyűlési képviselő (MDF, majd MIÉP).

## Élete
Miklós Ferenc lakatos és Kelemen Rózsa raktáros fiaként született. Gyermekkorát Radostyánban töltötte, általános iskolai tanulmányait itt és Parasznyán, középiskolai tanulmányait pedig a miskolci Földes Ferenc Gimnáziumban végezte, ahol 1973-ban érettségizett. 1980-ban a debreceni Kossuth Lajos Tudományegyetemen szerzett matematika-fizika szakos középiskolai tanári oklevelet, ugyanitt 1985-ben technika szakon, majd 1988-ban számítástechnika szakon szerzett diplomát.
Előbb a miskolci Petőfi Sándor Fiúkollégium nevelőtanáraként helyezkedett el, majd 1982 és 1995 között a Zrínyi Ilona Gimnáziumban tanított. 1987-ben a radostyáni református egyházközségnél egyházfi, 1990-ben pedig presbiter lett. 1995-ben a Lévay József Református Gimnázium, később pedig a Balázs Győző Református Gimnázium tanára lett. 1985-ben lett a Dragon Pál vezette szentendrei Petőfi Sándor Természetjáró és Hagyományőrző Klubnak.
A rendszerváltás idején kezdett politikával foglalkozni. Bekapcsolódott a Magyar Demokrata Fórum és a Független Kisgazdapárt munkájába is, majd az MDF tagja és a párt radostyáni szervezetének ügyvezetője lett. Az 1990-es országgyűlési választáson az MDF jelöltjeként szerzett mandátumot Borsod-Abaúj-Zemplén megye 6. számú, Sajószentpéter központú választókerületében, az Országgyűlésben az önkormányzati, közigazgatási, belbiztonsági és rendőrségi bizottság tagja volt. 1993-ban részt vett a Magyar Igazság és Élet Pártja megalapításában, majd a párt megyei elnöke és országos elnökségi tagja lett. Az 1994-es országgyűlési választáson nem jutott a parlamentbe.
1994 és 2002 között a MIÉP megyei közgyűlési képviselője és frakcióvezetője volt, majd 2002-ben Sajósenyén lett önkormányzati képviselő. 2009-ben csatlakozott a Jobbikhoz, a pártnak megyei elnöke, majd 2010-től 2019-ig ismét a megyei közgyűlés tagja volt. A 2022-es országgyűlési választáson a Mi Hazánk Mozgalom jelöltjeként indult Borsod-Abaúj-Zemplén megye 6. számú, Tiszaújváros központú választókerületében, de nem szerzett mandátumot.
Nős, három gyermek édesapja.